# Moeraswolfsmelk
Moeraswolfsmelk (Euphorbia palustris) is een giftige, overblijvende plant die behoort tot de wolfsmelkfamilie (Euphorbiaceae). Het is een plant die voorkomt op rietlanden en langs waterkanten. De plant komt van nature voor in Eurazië. Ze staat op de Nederlandse Rode lijst van planten als zeldzaam en matig afgenomen.
De plant wordt 60-150 cm hoog, vormt een wortelstok en heeft een dikke, buisvormige, brosse stengel. Op de wortelstok zitten zowel bloeiende als niet-bloeiende stengels. De lancetvormige, gaafrandige tot iets getande, zittende bladeren zijn 2,5-8 cm lang en 2 cm breed. Ze hebben een smalle doorschijnende rand, zijn aan de bovenzijde donkergroen en aan de onderzijde blauwgroen. In de herfst verkleuren ze purperrood.
Moeraswolfsmelk bloeit in mei en juni met geel-groenachtige schijnbloempjes. De schijnbloem is een cyathium dat bestaat uit een vrouwelijke bloem met daaronder enkele tot een meeldraad gereduceerde mannelijke bloemen en wordt omgeven door een klokvormig involucrum. Vooral de schutbladen vallen op. Bij een deel van de cynthia zitten zes tot zeven bruine, eironde tot langwerpige honingklieren zonder hoorntje. De schermen en okselstandige bloeiwijzen zijn grotendeels in vieren vertakt.
De vrucht is een kluizige splitvrucht, die op de welvingen bezet is met korte, rolronde wratten. De zaden zijn glad.
Het melksap van de plant is irriterend voor de huid en de ogen.

## Cultivars
Cultivars van moeraswolfsmelk worden als waterplant in de siertuin gebruikt.
- 'Walenburg's Glorie'
- 'Magic Flute'

## Namen in andere talen
- Duits: Sumpf-Wolfsmilch
- Engels: Marsh spurge
- Frans: Euphorbe des marais